# Samantha Stewart
Samantha Leigh Stewart (London, 12 ottobre 1989) è una lottatrice canadese, specializzata nella lotta libera, vincitrice della medagli di bronzo ai mondiali di Oslo 2021 nel torneo dei -53 kg e campionessa continentale ai campionati panamericani di Frisco 2016 nei -55 kg. Ha rappresentato il Nuovo Brunswick ai Giochi della Francofonia di  Nizza 2013 e Abidjan 2017 in cui ha vinto rispettivamente un argento e un bronzo.

## Palmarès

### Per il Canada
- Mondiali

Oslo 2021: bronzo nei -53 kg;
- Campionati panamericani

Frisco 2016: oro nei -55 kg;
- Mondiali universitari

Pécs 2014: bronzo nei -55 kg;
Çorum 2016: argento nei -53 kg;

### Per il Nuovo Brunswick
- Giochi della Francofonia

Nizza 2013: argento nei -55 kg;
Abidjan 2017: bronzo nei -53 kg;